# McNary (Arizona)
McNary (bei den Westlichen Apachen: Chaabito) ist ein Census-designated place im Apache County und im Navajo County im US-Bundesstaat Arizona. Das U.S. Census Bureau hat bei der Volkszählung 2020 eine Einwohnerzahl von 484 auf einer Fläche von 14,5 km² ermittelt. Die Bevölkerungsdichte lag bei 34 Einwohnern/km². 
McNary liegt in einer Höhe von 2227 Meter über dem Meeresspiegel.

## Verkehr
McNary liegt an der Arizona State Route 260 und nahe dem Knotenpunkt mit der Arizona State Route 73.